# Hämeenlinna
Hämeenlinna (švedsko Tavastehus; karelsko Hämienlinna; latinsko Tavastum ali Croneburgum) je mesto v zahodni Finski in glavno mesto regije Kanta-Häme. Je ob obali jezera Vanajavesi. Prebivalcev ima Hämeenlinne približno 68.000, medtem ko ima podregija približno 94.000 prebivalcev. Je 15. najbolj naseljena občina na Finskem in 14. najbolj naseljeno mestno območje v državi.
Hämeenlinna je najstarejše mesto v notranjosti Finske in je bilo do 19. stoletja eno najpomembnejših finskih mest. Hämeenlinna je bila središče zgodovinske pokrajine Tavastije, katere urbana struktura se je začela oblikovati v bližini srednjeveškega gradu Häme (znan tudi kot grad Tavastia) v 1640-ih. Od takrat je Hämeenlinna ostala pomembno regionalno središče.
Mesto Hämeenlinna je znano kot rojstni kraj finskega nacionalnega skladatelja Jeana Sibeliusa. Danes spada v regijo Kanta-Häme, pred letom 2010 pa je bilo rezidenčno mesto guvernerja province Južna Finska. Bližnja mesta so glavno mesto Helsinki (98 km), Tampere (73 km) in Lahti (72 km), regionalno središče Päijänne Tavastia (Päijät-Häme).
Sosednje občine Hämeenlinna so Akaa, Asikkala, Hattula, Hausjärvi, Hollola, Janakkala, Loppi, Padasjoki, Pälkäne, Tammela, Urjala in Valkeakoski. Prejšnje občine Hauho, Kalvola, Lammi, Renko in Tuulos so bile združene s Hämeenlinno 1. januarja 2009; s temi občinskimi združenji je občina Hattula skoraj v celoti obkrožena s Hämeenlinno.
Grb mesta Hämeenlinna temelji na mestnem pečatu iz 17. stoletja, ki se nanaša na grad Häme, zgrajen ob jezeru Vanajavesi v srednjem veku, v bližini katerega je bilo mesto ustanovljeno. Sedanji grb je oblikoval Gustaf von Numers na podlagi starega grba in je bil potrjen 21. septembra 1956.

## Zgodovina
Vanaja je ime naselja poleg Vanajavesija, ki je obstajalo že od vikinške dobe. Grad je bil zgrajen v poznem 13. stoletju, da bi zagotovil švedsko oblast v osrednji Finski. Blizu gradu Häme je bila ustanovljena vas, da bi svojim prebivalcem nudila storitve in blago.
Vas je dobila mestne pravice 19. januarja 1639, vendar se je Hämeenlinna, ki je bilo takrat še vedno bolj podobno podeželski vasi, razvijala zelo počasi, kar je bila tipična težava mest v notranjosti Finske v primerjavi z najbolj uspešnimi obalnimi mesti. Leta 1777 ga je švedski kralj Gustav III. premaknil en kilometer južno na hrib, na katerem še vedno stoji.
Mesto je znano po svojih šolah in akademijah, kjer so študirali številni znani Finci. Šole, vlada in vojska so skozi zgodovino zaznamovali življenje Hämeenlinne. Prva finska železniška proga, Finska glavna železnica (finsko: Suomen päärata, švedsko: Stambanan), je bila odprta med Hämeenlinno in Helsinki 17. marca 1862. 1860-ih je Hämeenlinna postala pomembna tranzitna točka za prvo finsko železnico. Sedanja železniška postaja Hämeenlinna (v finščini Rautatieasema) je bila zgrajena leta 1921.
Med finsko državljansko vojno leta 1918 je bila Hämeenlinna sprva na območju, ki so ga nadzorovali Rdeči, vendar je Bela garda s pomočjo Nemcev v bitki pri Hämeenlinni zavzela mesto. Po vojni je na območju vojašnice Poltinaho delovalo ujetniško taborišče Hämeenlinna, ustanovljeno za rdeče ujetnike, ki je bilo znano kot eno najbolj razvpitih visokodisciplinskih taborišč v zgodovini državljanske vojne, kjer so bile zaprte tudi ženske ujetnice. Do sredine septembra je v ujetniškem taborišču umrlo več kot 2000 rdečih zapornikov predvsem zaradi nalezljivih bolezni, kot so črne koze, škrlatinka, tifus in španska gripa.

## Geografija
Na območju mesta Hämeenlinna je skupno 339 jezer v celoti ali delno. Največja med njimi so jezero Vanajavesi, jezero Kukkia in jezero Kuohijärvi. Glavne značilnosti pokrajine Hämeenlinna so jezerska planota Häme, dolina Vanajavesi in središče Kanta-Häme Grove. Marsikje pokrajino zaznamuje uspešna tavastijska kmetijska kultura.
Mesto ima več naravnih rezervatov, od katerih so največji v priljubljenih rekreacijskih območjih Aulanko in Ahvenisto na obrobju mesta. Skupno je v mestu Hämeenlinna 31 območij Natura 2000. Poleg tega ima Hämeenlinna prvi finski narodni mestni park, ustanovljen leta 2001.

### Mestna pokrajina
Središče mesta Hämeenlinna je na hribu Saarinen na obali jezera Vanajavesi in na zahodu meji na cesto 3 (E12), medtem ko cesta 10 obide mesto na jugu in vzhodu. Ulična mreža v središču temelji na mrežnem vzorcu, ki ga je leta 1832 sestavil Carl Ludvig Engel, središče pa je tržnica. Na robu tržnega trga so mestna hiša, cerkev Hämeenlinna in vladna hiša okrožja Häme. Središče mesta je razdeljeno na štiri okrožja, ki so Linnanniemi, Koilliskulma, Hämeensaari in Saaristenmäki. Raatihuoneenkatu, ki je delno spremenjena v ulico za pešce, je najpomembnejša nakupovalna ulica v središču mesta; na primer, na zahodnem koncu ulice je bil nakupovalni center Goodman dokončan oktobra 2014.
V mestnem jedru je veliko stavb različnih slogov, sorazmerno s številom prebivalcev mesta pa je precej veliko in gosto pozidano. Najpomembnejša smer širitve v središču mesta v 2010-ih je bila četrt Keinusaari na drugi strani jezera Vanajavesi, kjer je na primer mestna železniška postaja. V središču mesta se sproti izvaja tudi dopolnilna gradnja. Središče Hämeenlinne je bilo zasmehovano kot »največje osvetljeno pokopališče na Finskem«.

## Gospodarstvo
Gospodarska struktura Hämeenlinne je blizu državnega povprečja. Leta 2015 je bilo v mestu 28.270 delovnih mest. Od tega jih je bilo 75 % v storitvenem sektorju, 3 % v primarni proizvodnji (kmetijstvo, gozdarstvo in ribištvo) in 21 % v predelovalni dejavnosti. Delež brezposelnih je bil 13,6 %.

## Izobraževanje
V Hämeenlinni je sedež Univerze uporabnih znanosti HAMK Häme. Leta 1873 ustanovljeni licej Hämeenlinna ima številne kulturne vplivneže. Šola je ena najbolj znanih izobraževalnih ustanov na Finskem, saj so na njej diplomirali številni znani Finci; primera sta mojster skladatelj Jean Sibelius in predsednik J. K. Paasikivi. Licej Hämeenlinna ima srednjo šolo (7–9. razred) in srednjo šolo. Druga od srednjih šol v središču mesta Hämeenlinna je srednja šola Kauriala. Licej Hämeenlinna in srednja šola Kauriala naj bi se jeseni 2018 združila v veliko srednjo šolo z več kot tisoč študenti v kampusu Hattelmala izobraževalnega konzorcija Tavastia. Vendar se je mestni svet spomladi 2018 odločil, da projekt srednjih šol prekliče, srednje šole pa bodo še naprej ločene.

## Hrana
V 1980-ih so za tradicionalno kuhinjo Hämeenlinne poimenovali naslednje jedi: kot dnevni obrok prekajena šunka in kruh iz kislega testa; kot praznični obrok sled, zavit v rženo testo ali kalaleipä, tj. »ribji kruh«, pinjenec in pivo ter riistansylttääjän lintupaisti, to je fazan, polnjen z mandlji, krompirjem in jabolčnimi rezinami.